# 20741 Jeanmichelreess
20741 Jeanmichelreess è un asteroide della fascia principale. Scoperto nel 1999, presenta un'orbita caratterizzata da un semiasse maggiore pari a 3,2069064 UA e da un'eccentricità di 0,2524903, inclinata di 12,46033° rispetto all'eclittica.